# Robert Grondelaers
Robert Grondelaers (n. 28 februarie 1933, Opglabbeek, Flandra, Belgia – d. 22 august 1989, Opglabbeek, Flandra, Belgia) a fost un ciclist belgian, medaliat olimpic. A participat la o ediție a Jocurilor Olimpice (1952) în care a câștigat o medalie de argint.

## Participări
Lista de mai jos prezintă principalele competiții la care a participat Robert Grondelaers de-a lungul carierei.
- pyöräily kesäolympialaisissa 1952 – miesten maantieajo[*]